# Verharde weg Luddeweer-Afwateringskanaal
De Verharde weg Luddeweer-Afwateringskanaal is een voormalig wegwaterschap in de Nederlandse provincie Groningen.
Het doel van het waterschap was het verharden van de weg van Luddeweer naar het Afwateringskanaal van Duurswold, de Slochtermeenteweg, de Slochtermeenteweg. De weg wordt sinds 2018 beheerd door de gemeente Midden-Groningen.